# البرة الشامية (كشر)

تعديل مصدري - تعديل

البرة الشامية هي إحدى قرى عزلة الحماريين بمديرية كشر التابعة لمحافظة حجة، بلغ تعداد سكانها 197 نسمة حسب تعداد اليمن لعام 2004.